# Гоца Божиновска
Гордана „Гоца“ Божиновска (на сръбски: Гордана „Гоца“ Божиновска или Gordana 'Goca' Božinovska) е сръбска поп фолк певица.

## Биография
Божиновска е родена във влак между градовете Кралево и Чачак. Израства в село Самалия заедно с майка си, баща си и сестра си. Баща и е родом от Гевгелия, откъдето фамилията и е македонска. Завършва средното си образование в Кралево, а след това прави първите си крачки към музикалната сцена заедно с група Абрашевич.
След завършване на гимназията се премества в Белград и заедно с Весна Змиянац започва да пее в Lipovački CVET kafana. Нейният глас привлича интерес и скоро се запознава с Шабан Шаулич, който я кани да пее на своите концерти. През 1984 г. ражда първата си дъщеря Йелена, след което си взима почивка от музикалната кариера. Божиновска се завръща като белязва първия си албум записан заедно с Халид Муслимович. Две години по-късно започва да обикаля с други известни певци. През 1987 г. се запознава с бъдещия си съпруг от който има две деца – Зорана и Мирко. След това се оттегля от сцената в продължение на 8 години. След развода възобновява музикалната си кариера през 1997 г.
Тя се омъжва за Зоран Шиян, който е лидер на Сурчин. Той е убит през 1999 г., певицата са пребивава в Сурчин.

## Дискография

### Студийни албуми
- Ti mi beše od zlata jabuka (1984)
- Ne idi (1987)
- Želim da me želiš (1989)
- Još sam jaka (1997)
- Zivotna greska (1998)
- Opomena (2000)
- Put pod noge (2002)
- U najboljim godinama (2003)